# Acacia albicorticata
Acacia albicorticata es una especie arbórea de la familia de las leguminosas (Fabaceae). Es endémica de Argentina, Paraguay y Bolivia.  Está amenazada por la pérdida de hábitat.

## Descripción
Son árboles que alcanzan un tamaño de 4-10 m  de altura, con la corteza blanca, de marfil, exfoliándose en láminas. Hojas con foliolos de 4-13 mm x 1-4 mm. Inflorescencias capituliformes con pedúnculos de hasta 30 mm de largo. Flores de color amarillo, sésiles con brácteas de 1-2 mm. Los frutos son legumbres indehiscentes, levemente comprimidas de 4,5-10 cm x 0,5 - 1,3 cm, con semillas de 5-9 mm.

## Taxonomía
Acacia albicorticata fue descrita por Arturo Eduardo Burkart y publicado en Darwiniana 7(4): 504–512, f. 1. 1947.
Etimología
Etimología
Ver: Acacia
albicorticata: epíteto

## Nombres comunes
Se la conoce con los siguientes nombres comunes: "aromo", "espinillo blanco", "tatare" y "tusca blanca".